# Beretta 1200FP/1201P
Les Beretta 1200FP/1201P sont des modèles de fusils de la firme Beretta.
Afin de concurrencer les Franchi SPAS 12, Beretta  proposa des versions police des modèles 1200/1201 dans les années 1980 et 1990. 
Depuis 2014, la firme italienne propose aux SWAT et patrouilleurs des polices américaines  les Beretta Tx4 Storm et Beretta 1301.

## Présentation
Ces fusils fonctionnent par emprunt des gaz et ne tirent qu'en mode semi-automatique. Alimentés par un magasin tubulaire, ils étaient proposés avec une hausse et d'un guidon réglables. Le seul client officiel connu du Beretta M1200FP est le Salt Lake County Sheriff’s Department.
Le fusil en chiffres
- Munition : calibre 12 (chambré pour des cartouche de 76 mm de long)
- Longueur
  - du fusil  : 106 cm
  - du canon : 520 mm (1201FP). Était aussi disponible avec un canon de 46 cm
- Masse du fusil vide : 2,89 (1200FP)/ 2, 85 kg (1201FP).
- Capacité : 5 coups en calibre 12/76.

## Sources
Cette notice est issue de la lecture des revues spécialisées de langue française suivantes :
- Cibles (Fr)
- Action Guns (Fr)
- J. Huon, Encyclopédie mondiale de l'Armement, tome 5, Grancher, 2014.
- R. L. Wilson, « L'univers de Beretta. Une légende internationale », Éditions Proxima, 2001 (traduction française d'un livre américain publié en 2000).